# 距花黍
距花黍（学名：Ichnanthus vicinus）为禾本科距花黍属下的一个种。